# ريان لابلاس
ريان لابلاس (بالفرنسية: Ryan Laplace)‏ هو لاعب كرة قدم فرنسي في مركز الهجوم، ولد في 25 يوليو 1998 في سان دوني في فرنسا. لعب مع نادي مانتوفا.

## وصلات خارجية
- ريان لابلاس على موقع قاعدة بيانات كرة القدم.إي يو (الإنجليزية)
- ريان لابلاس على موقع Soccerway.com (الإنجليزية)